# Aarre Simonen
Aarre Edvard (Aarre E.) Simonen, född 18 november 1913 i Helsingfors, död 3 februari 1977 i Helsingfors, var en finländsk politiker och bankman.

## Biografi
Simonen var son till muraren Edvard Simonen och hans tyskspråkiga maka, sjuksköterskan Ida Aliina Hagstedt-Haapala. Han avlade studentexamen vid Finska normallyceet 1931 och anslöt sig sex år senare till Finlands socialdemokratiska parti (SDP). Han arbetade som skatteberedare vid Helsingfors stad och som sekreterare för stadens vårdnämnd innan han anslöt sig till partiet. 
Simonens förmåga att snabbt fatta beslut och att ta till sig saker ledde till att han i sin militärutbildning togs ut för att specialisera sig på stabsuppgifter. Under vinterkriget hade han sådana befattningar i Villmanstrand och efter kriget i S:t Michel. Han hade stabsuppdrag också under fortsättningskriget och verkade från våren 1942 vid sjöstridskrafternas stab i Helsingfors. Från slutet av 1942 hade han vid sidan av sina stabsuppgifter uppdraget som generalsekreterare för Finlands stadsförbund och var bland annat vice ordförande för Finlands civil- och värnpliktsinvaliders förbund. 
Simonen kom i rgeringsställning första gången i K.-A. Fagerholms regering 1948. Året innan hade han utnämnts till direktör för Finlands stadsförbund.
Vid partikongressen 1955 företrädde Simonen och Leskinen, som ville knyta relationer till Sovjetunionen, och Simonen kritiserade detta skarpt. Leskinen fortsatte emellertid som partisekreterare och Simonen i partidelegationen. Simonen höll sig ännu till sin forna linje och förringade återlämnandet av Porkala till Sovjetunionen.
Simonen närmade sig gruppen som bildades kring partiordföranden Emil Skog. Han blev finansminister i Fagerholms andra regering, som bildades under generalstrejken 1956. Trots att han som finansminister drev en politik som snabbt åt upp de löneförhöjningar som åstadkommits genom generalstrejken, hörde han ändå till samma grupp av FFC:s representanter som kritiserade denna ekonomiska politik. Efter Penna Tervos död valdes Simonen med Agrarförbundets röster i december 1956 till medlem av direktionen för Finlands Bank.

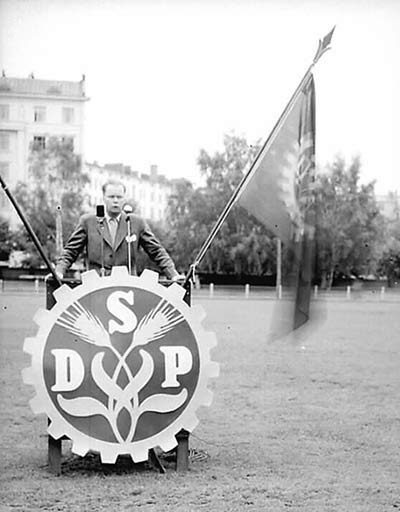
Simonen i ett 1 maj-tal för SDP 1951.

Vid SDP:s extraordinarie partikongress 1957 hade Simonen en central roll när oppositionen inom partiet organiserade sig. Före riksdagsvalet 1958 grundade Simonen tillsammans med Janne Hakulinen en egen riksdagsgrupp, som gick till val med egna listor och att valet rörde sig om Finlands utrikespolitiska linje. Sedan splittringen inom SDP fördjupats grundades ett nytt parti, Arbetarnas och småbrukarnas socialdemokratiska parti (ASSF) i maj 1959.
När ASSF vid valet 1966 som ett resultat av valförbundet med Demokratiska förbundet för Finlands folk (DFFF) fick sju riksdagsledamöter, blev partiordföranden Simonen justitieminister i Rafael Paasios regering, och han fortsatte i detta uppdrag även i Koivistos regering 1968–1970. 
Under hela sin tid som politiker förföljdes Simonen rykten om ekonomiska oegentligheter. De började vid framgångsrika ekonomiska operationer som gjorde honom förmögen. Redan 1951 försökte både Kekkonen och Onni Hiltunen förhindra hans utnämning till minister genom att hänvisa till eventuella åtal för skattefusk. Sedan talades det också mycket om Simonens andel i bilfirman Maan Auto och de pengar han fått därifrån.